# 曾棟
曾棟（1590年10月1日—1670年代），字隆吉，别號銘西，江西撫州府臨川縣民籍。

## 生平
庚寅年九月初四日生，萬曆三十七年（1609年）己酉科江西乡试第九十一名举人，四十四年丙辰科廷试三甲七十三名進士，工部观政，初授广东广州府香山县知县，调任浙江兰溪县、金华县，复召为礼部祠祭司主事，天啓七年（1627年）与工部员外张茂颐一起典试广东；升四川驿传道，時土官董卜與高箕稱兵相攻，撫臣請於朝，以兵事屬棟。董卜嘗入貢，棟引卜詣闕上疏得釋歸，遂與高箕盟而還，亂遂定，以功屢晉布政使。复调任武德道。累官浙江按察使、福建布政使。卒年八十余岁。

## 家族
曾祖曾元禎。祖曾文通。父曾世傑，号西谷。母高氏。兄彬，弟栻、梧、檟。娶吴氏，子兆應、聲應、先元、先詔、先癸。子曾亨應，崇禎進士。

## 引用
1. ↑  《萬曆四十四年丙辰科進士序齒録》：曾栋  銘西，江西撫州府臨川縣民籍，庚寅年九月初四日生，己酉鄉試九十一名，會試二百（缺）廷試三甲七十三名。工部觀政，授廣東廣州府香山知縣。曾祖元禎。祖文通。父世傑，号西谷。母高氏。兄彬，弟栻、梧、檟。娶吴氏，子兆應、聲應、先元、先詔、先癸。